# Muzzy

El personaje Muzzy

Muzzy es el personaje principal de una serie animada de videos para aprender idiomas. La serie desarrollada por la BBC y DMP Organization se distribuye por medio de DigiEduca SL, en dos niveles, Muzzy y Muzzy Level II. Actualmente se aplica en la enseñanza de chino, inglés, alemán, francés, italiano, español y esperanto. Digital Education ha realizado una nueva versión de los populares videos y juegos, cuyos derechos de distribución también están en manos de la empresa DigiEduca SL.

## Personajes y desarrollo
Muzzy es un extraterrestre verde y peludo que come principalmente relojes y todo tipo de aparatos u objetos metálicos. La historia se desarrolla en el reino de Gondoland, donde Muzzy aterriza su nave. Allí conocerá a la familia real, compuesta de un león (el rey), una leona (la reina), su hija (la princesa), el jardinero y un científico loco llamado Corvax. Los personajes secundarios parecen ser perros.
La historia se ve interrumpida por un personaje, el único ser humano llamado Norman, que explica vocabulario y gramática.

### Los nombres
En la nueva versión de Muzzy todos los personajes tienen el mismo nombre de los personajes en inglés creados por la BBC para evitar confusiones.
En los viejos videos, según la versión, los nombres de los personajes cambian para adaptarse al lenguaje salvo los de Muzzy y Corvax que no cambian y el rey y la reina que simplemente se traducen.
| Inglés          | Español            | Francés             | Alemán            | Italiano              | Chino       | Esperanto          |
| --------------- | ------------------ | ------------------- | ----------------- | --------------------- | ----------- | ------------------ |
| The King        | El Rey             | Le Roi              | Der König         | Il Re                 | 國王        | Reĝo               |
| The Queen       | La Reina           | La Reine            | Die Königin       | La Regina             | 王后        | Reĝino             |
| Princess Sylvia | La Princesa Silvia | La Princesse Sylvie | Prinzessin Sylvia | La Principessa Silvia | Sylvia 公主 | La princino Silvja |
| Bob             | Juan               | Jean                | Bob               | Toni                  | 鮑伯        | Karlo              |
| Muzzy           | Muzzy              | Muzzy               | Muzzy             | Muzzy                 | Muzzy       | Mazi               |
| Corvax          | Corvax             | Corvax              | Corvax            | Corvax                | Corvax      | Korvaks            |
| Norman          | Carlos             | Albert              | Norbert           | Carlo                 | 諾曼底      | Petro              |

## Historia
Muzzy, un gran extraterrestre de pelaje azul verdoso que come relojes y objetos metálicos, llega del espacio exterior para visitar Gondoland, gobernado por el Rey y la Reina. Su hija es la princesa Silvia; Juan es su jardinero; y Corvax es un científico que trabaja para el Rey. Juan y Silvia están secretamente enamorados y deciden fugarse. Sin embargo, Corvax, que también ama a Silvia, ve lo que está sucediendo e informa al Rey y la Reina. Enfurecido, el Rey los persigue y los atrapa. Juan es enviado a la cárcel mientras Silvia es devuelta al palacio. Juan comparte celda con Muzzy, quien le dice que lo han encarcelado por comer parquímetros. Al darse cuenta de la inusual dieta de Muzzy, Juan anima a Muzzy a comerse los barrotes de la celda de la prisión y escapan.
En el palacio, Corvax intenta coquetear con Silvia, pero ella protesta enojada porque ama a Juan. Caído, Corvax usa su computadora para clonarla, pero el duplicado lo odia tanto como el original. Furioso, Corvax golpea su computadora con frustración, causando un mal funcionamiento y produciendo cinco duplicados más que deambulan por el palacio.
Juan regresa al palacio con Muzzy, donde encuentran a la verdadera Silvia en el jardín. Ella les dice que se escondan en el cobertizo de herramientas y esperen a que ella les lleve comida allí.
De vuelta en el laboratorio de computación, Corvax intenta recordar los seis duplicados de Silvia, pero la computadora falla y comienza a producir infinitamente clones de Silvia. En poco tiempo, cientos de duplicados pululan por el palacio.
El Rey se da cuenta de que los duplicados de Silvia vienen de la habitación de Corvax y decide investigar. Al ver que Corvax no puede detener la computadora, el Rey decide arreglarlo él mismo. Él desconecta un enchufe conectado a la computadora, lo que detiene el proceso, pero como resultado, él mismo es absorbido dentro de la computadora. Sin saber cómo salvar al Rey, Corvax decide escapar en helicóptero, con Juan persiguiéndolo.
Silvia y Muzzy entran al laboratorio de computación, y Muzzy puede liberar al Rey desde el interior de la máquina. Juan luego regresa con Corvax, y Juan es exonerado, mientras que las tropas del Rey se llevan a Corvax. Juan y Silvia se reencuentran, y el Rey les da su bendición. 
Luego, Muzzy se las arregla para enviar todos los duplicados de Silvia a la computadora. Carlos le pregunta a Silvia, lo que hace que Juan se enoje y lo derribe de su bicicleta. Juan y Silvia se casan, mientras que a Corvax se le asigna el turno de reloj. Muzzy deja Gondoland en su nave espacial, mientras que el Rey le agradece su ayuda y espera que algún día regrese.